# Saint-Juéry, Aveyron
 Saint-Juéry  là một xã ở tỉnh Aveyron, thuộc vùng Occitanie ở miền nam nước Pháp.